# Новотолучеево
Новотолучеево — село в Воробьёвском районе Воронежской области России. Входит в Воробьёвское сельское поселение.

## География
Село Новотолучеево вытянулось с севера на юг вдоль реки Толучеевки, находясь на левом её берегу. Село располагается у самой воды, на обрывистом берегу. Восточнее, на небольшом расстоянии от реки, рельеф начинает существенно повышаться, оставляя населённый пункт в низине. Крутое левобережье здесь прорезано многочисленными оврагами, балками. Подобный рельеф характерен для Калачской возвышенности, в пределах которой находится район.
Далее к востоку, за холмом, доминирующим над селом (его высота более 200 м, высоты низкого берега, где стоит село, составляют всего 100-120 м), имеется глубокий овраг Щенячий с ответвлением — балкой Калмычок. За ними, ещё восточнее, вновь на высоких холмах — лес Третьяк. Находясь на границе Воробьёвского и Калачеевского районов, лес является одной из самых южных дубрав области на границе лесостепи и степи. Произрастают дуб и ясень, из краснокнижных видов присутствуют тюльпан Биберштейна, рябчик русский, ясенец голостолбиковый, горицвет весенний. Отмечены майник двулистный, вороний глаз, пролеска сибирская, ломонос цельнолистный, гвоздика, бобовник. Лес Третьяк имеет статус перспективного памятника природы регионального значения.
На северной опушке леса находится хутор Горюшкин. Юго-восточнее Новотолучеево, у западной границы леса — несколько балок (яр Диденков, яр Рассыпной с грязевым источником в вершине оврага, яр Западной). Дальше на юго-восток — село Пришиб и за ним город Калач, центр Калачеевского района. Севернее Новотолучеево, за несколькими крупными оврагами (овраг Зубков, балка Мерещина, северо-восточнее — овраг Ольховый), также на Толучеевке, стоит село Воробьёвка, центр района и сельского поселения. Из Воробьёвки через Новотолучеево проходит автодорога в Калач.
На противоположном берегу реки, вытянувшись вдоль Толучеевки с севера на юг, как и Новотолучеево, располагается село Рудня, с которым Новотолучеево связано мостом. Южнее Рудни, также на правом берегу — хутор Поплавский.

## История
Название села Новотолучеево связано с именем реки, на которой село стоит. Вероятно, Новотолучеево, как и окрестные населённые пункты, возникло в XVIII веке. По некоторым данным, в село переселялись отдельные жители слободы Калач. Село было малоземельным: средний надел в Новотолучеево составлял всего 3,9 десятины, безземельных и малоземельных дворов было до 40 на село. В 1812 году в селе на пожертвования прихожан началось строительство церкви, первое богослужение в которой состоялось в праздник Казанской иконы Божией Матери 8 (21) июля 1818 года. В конце XIX века жители Новотолучеево имели подряд на добычу, обработку и доставку камня для строительства железнодорожной ветки на Калач от основной линии Харьково-Балашовской железной дороги (ветка начала работу 12 мая 1896 года, ныне это перегон Таловая—Калач).
В 1929 году на берегах Толучеевки был организован колхоз «3-й Интернационал», который в 1930 году разделился на два колхоза: собственно «3-й Интернационал» — в Рудне, колхоз «Наука и труд» — в Новотолучеево. В годы Великой Отечественной войны село, как и окрестные районы, находилось в прифронтовой зоне. В советское время в Новотолучеево действовала молочно-товарная ферма.
До 2 марта 2015 года село входило в Руднянское сельское поселение. Законом Воронежской области от 2 марта 2015 года № 18-ОЗ Воробьёвское, Руднянское и Лещановское сельские поселения объединены во вновь образованное муниципальное образование — Воробьёвское сельское поселение с административным центром в селе Воробьёвка. В селе зарегистрировано территориальное общественное самоуправление «Нижнее» — одно из 5 в Воробьёвском сельском поселении.

## Население
| 1859 | 1897  | 2010 |
| ---- | ----- | ---- |
| 1963 | ↗2649 | ↘823 |

В 1983 году население села составляло приблизительно 920 человек. По данным переписи 2002 года, в селе проживал 961 человек (447 мужчин и 514 женщин), 98 % населения составляли русские.
По данным переписи 2010 года, в селе проживало 47 % мужчин и 53 % женщин, около 98 % населения по-прежнему составляли русские. Также проживали цыгане, украинцы, мордва, национальность некоторых жителей не была указана в ходе переписи. По некоторым данным, число жителей села по состоянию на 1 января 2015 года могло составлять всего 732 человека.

## Улицы
- ул. Заречная,
- ул. Ленина,
- ул. Нижняя,
- ул. Первомайская,
- ул. Пролетарская,
- пер. Нижний,
- пер. Пролетарский[12].

## Религия
- Церковь Казанской иконы Божией Матери, с приделами в честь святых богоотцов Иоакима и Анны, а также святых равноапостольных учителей Кирилла и Мефодия. Действующая, относится к Калачеевскому благочинию Россошанской епархии[13].